# Phare de Tacking Point
Le phare de Tacking Point est un phare de l'Australie situé dans la Nouvelle-Galles du Sud.

## Description
Le phare mesure 8 mètres il est construit en ciment et en briques. il est peint de couleur blanche. Le phare de Tacking Point a une portée de 16 milles nautiques.

## Histoire

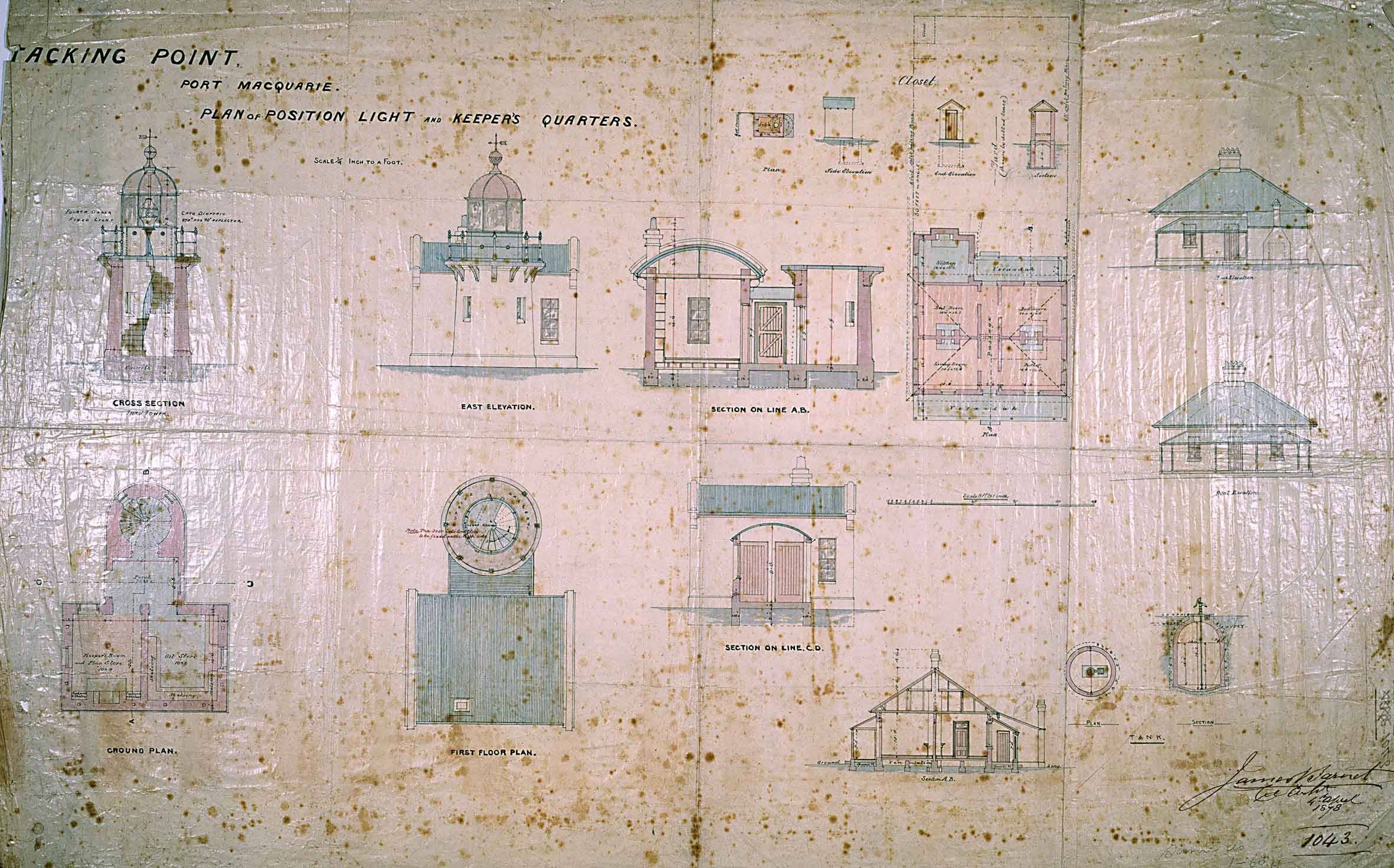
Les plans de James Barnet

Le phare a été construit en 1879 d’après les plans de l'architecte James Barnet.
En 1919, le phare est automatisé et le gardien a été retiré.

## Galerie

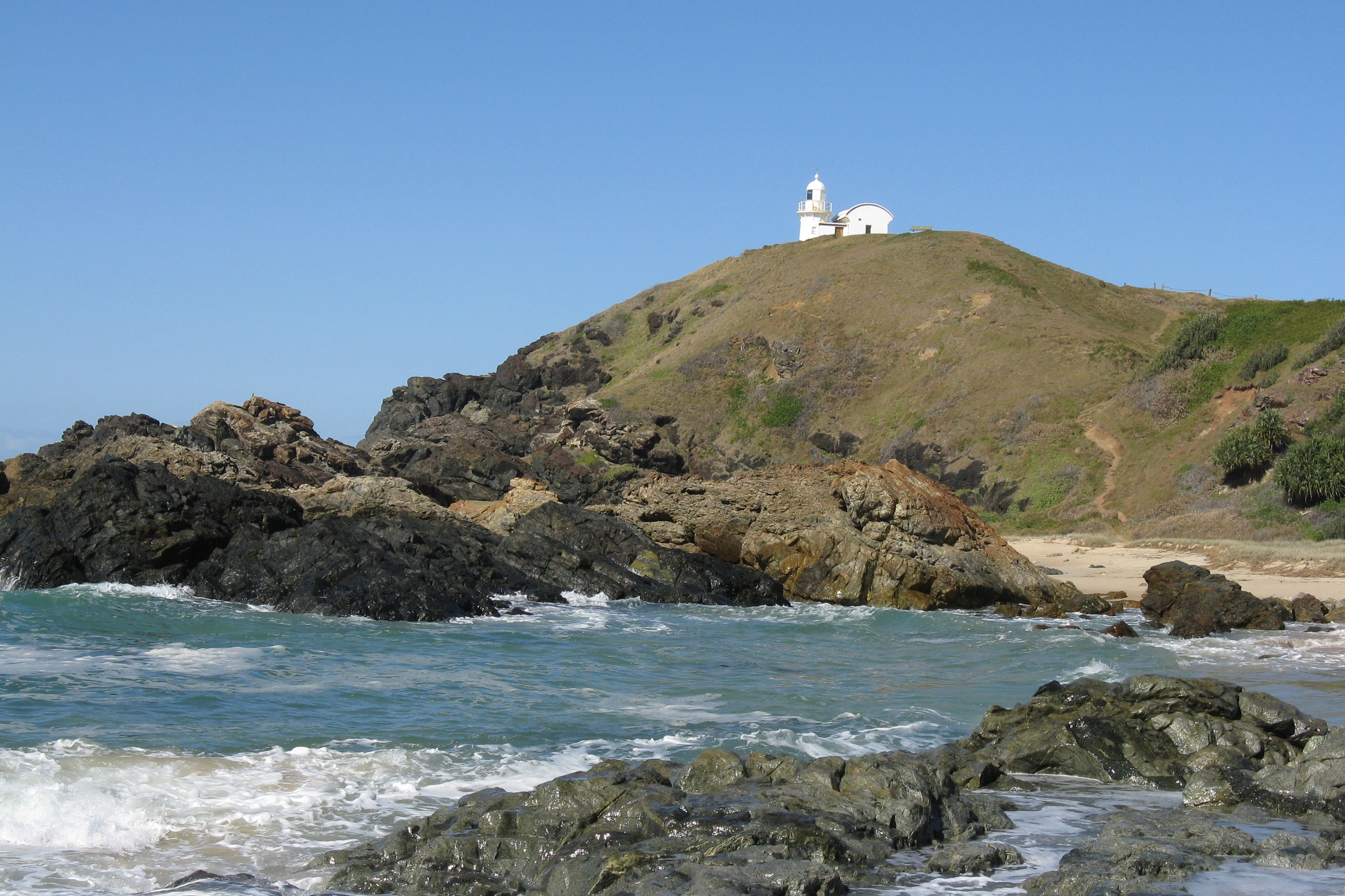